# Viverravidae
Viverravidae je čeleď vyhynulých placentálních savců z monotypické nadčeledi Viverravoidea. Fosilie viverravidů pocházejí z období před 63,3 až 33,9 miliony lety.

## Popis
Viverravidé byli paleogenní masožravci, spolu s miacidy byli blízce příbuzní modernímu řádu šelem (Carnivora). Poprvé se objevili v Severní Americe v průběhu paleocénu, v průběhu času se rozšířili i do Evropy a vymizeli až v průběhu svrchního eocénu. Největší zástupci čeledi, jako byl druh Didymictis vancleaveae, mohli vážit více než 20 kg, zatímco nejmenší zástupci, jako Viverravus minutus, nepřesahovali hmotností 1 kg. Menší formy byly pravděpodobně hmyzožravé. Viverravidům chyběly třetí stoličky a na čtvrtém horním premoláru se rozvíjel hrbolek parastyl, jenž byl u miacidů redukován, nebo zcela potlačen.

## Systém
Čeleď Viverravidae byla obvykla sdružována společně s čeledí Miacidae do nadčeledi Miacoidea. Novější studie naznačují, že nadčeleď Miacoidea a čeleď Miacidae jsou parafyletické taxony, přičemž viverravidé jsou se šelmami vzdáleněji příbuzní než zástupci miacidů. Zástupci Carnivora + Viverravidae + Miacidae bývají proto řazeni do kladu Carnivoramorpha, přičemž od roku 2010 byl vytyčen samostatný klad Carnivoraformes v rámci Carnivoramorpha pro zástupce Carnivora + Miacidae. Viverravidae vůči těmto taxonům představují sesterskou skupinu, přičemž celá čeleď je zřejmě monofyletická.

## Přehled rodů
čeleď Viverravidae
- rod Bryanictis MacIntyre, 1965
- rod Didymictis Cope, 1875
- rod Ictidopappus Simpson, 1935
- rod Intyrictis Gingerich & Winkler, 1985
- rod Orientictis Huang & Zheng, 2005
- rod Pappictidops Qiu & Li, 1977
- rod Plesiomiacis Stock, 1935
- rod Preonictis Tong & Wang, 2006
- rod Pristinictis Fox & Youzwyshyn, 1994
- rod Protictis Matthew, 1937
- rod Protictoides Flynn & Galiano, 1982
- rod Raphictis Gingerich & Winkler, 1985
- rod Simamphicyon Viret, 1942
- rod Simpsonictis MacIntyre, 1962
- rod Tapocyon Stock, 1934
- rod Variviverra Tong & Wang, 2006
- rod Viverravus Marsh, 1872
- rod Viverriscus Beard & Dawson, 2009